# Hernia de Amyand
La hernia de Amyand es una condición clínica poco frecuente en donde el apéndice vermiforme se encuentra dentro del saco de una hernia inguinal directa o indirecta. El apéndice puede encontrarse inflamado o perforado.

## Historia
Fue descrita en el año 1736 por Claudius Amyand, un cirujano francés que ejercía en la ciudad de Londres, y que realizó la primera apendicectomía de manera exitosa en el año 1775 a un niño de 11 años, quien presentaba un apéndice perforado dentro del saco de una hernia inguinal.

## Epidemiología
Es una condición muy rara, manifestándose en un 0,13 % de todos los casos de apendicitis. Se calcula que la incidencia para una hernia de Amyand sin inflamación del apéndice cecal es de un 1 % y con presencia de inflamación cecal un 0,3 %.
Una hernia de Amyand puede afectar a cualquier grupo etario, algunos autores reportan un pico de incidencia a los 42 años y suele ser más frecuente en hombres, en el canal inguinal derecho, en mujeres menopáusicas y en niños dentro del saco de una hernia umbilical. 

## Fisiopatología
Una hernia es la protrusión externa o interna de una víscera fuera de su ubicación natural, se debe a una debilidad en el tejido o músculo que la contiene. Esta condición es común, sin embargo, no es común que se involucre el apéndice cecal, como en el caso de la hernia de Amyand.
La fisiopatología de la apendicitis aguda en la hernia de Amynd no está bien definida. El apéndice, al pasar a través del anillo inguinal, se vuelve más vulnerable al trauma, y la circulación apendicular se interrumpe o disminuye, lo cual causa inflamación, crecimiento bacteriano u obstrucción intraluminal debido al aumento de presión.

## Presentación clínica
La apendicitis aguda o una perforación del apéndice dentro del saco herniario en las hernias de Amyand no producen síntomas o signos específicos.

### Síntomas frecuentes
- Náuseas.
- Vómito.
- Anorexia.
- Fiebre.

### Al examen físico
- Dolor en el epigastrio o en la región periumbilical.
- Hernia inguinal irreductible.
- Región inguinal derecha con volumen aumentado.
- Dolor y sensibilidad en región inguinal (puede irradiar hacia la región lumbar y genitales).
- Masa palpable en fosa iliaca derecha.

## Diagnóstico
El diagnóstico de la hernia de Amyand es clínico, sin embargo, es muy difícil de diagnosticar. En la mayoría de los casos el diagnóstico se realiza en el transoperatorio (incidental) y no antes, ya que estas hernias suelen confundirse con las hernias inguinales encarceladas o con una perforación intestinal dentro del saco herniario. Se necesita gran índice de sospecha para realizar un diagnóstico temprano o en el preoperatorio. Si el diagnóstico se hace en el preoperatorio se puede realizar una cirugía laparoscópica. 

### Laboratorios
- Leucositosis.
- Neutrofilia.
- Reactantes de fase aguda elevada (PCR).

### Estudio por imágenes
- Radiografía simple de abdomen (sospecha de obstrucción intestinal).
- Ecografía de tejidos blandos (muestra inflamación apendicular).
- Tomografía axial computarizada (estudio más preciso).

## Diagnósticos diferenciales
Algunos diagnósticos diferenciales para la hernia de Amyand incluyen:
- Hernias inguinales encarceladas (derechas más frecuentes).
- Hernia de Garengeot.[6][7]
- Hernia de Richter (saco herniario que contiene superficie antimesentérica del intestino delgado).
- Hernias crurales estranguladas.
- Epiplocele.
- Orquiepididimitis.
- Testículo descendido de forma incompleta.
- Epididimitis aguda.
- Tumor testicular con hemorragia.
- Omentocele estrangulado.
- Adenitis inguinal.
- Gran hernia globosa.

## Tratamiento
El tratamiento de elección para esta patología es la hernorrafia. El abordaje puede ser abierto o laparoscópico. Actualmente el abordaje de la hernia de Amyand se realiza de modo extraperitoneal por medio de laparoscopía. Además, es importante considerar terapia con antibióticos.
El manejo quirúrgico de la hernia de Amyand depende mucho del estado inflamatorio del apéndice vermiforme. Basson y Losanoff clasificaron en cuatro tipos a las hernias de Amyand para facilitar la elección de tratamiento. Según esta clasificación se debe realizar una hernioplastía cuando no hay inflamación (tipo 2), en caso de pacientes con apendicitis aguda dentro del saco de una hernia inguinal sin sepsis abdominal (tipo 2) se deben someter a una apendicectomía y hermioplastía sin malla. Se utiliza malla cuando la hernia es recurrente, este procedimiento es seguro siempre y cuando no haya perforación del apéndice. La presencia de líquido en el escroto, edema y gas, son hallazgos sugestivos de perforación.
Por otro lado, se puede realizar una hernioplastía con apendicectomía, cuando hay presencia de hernia de Amyand y apendicitis. Hernioplastía sin apendicectomía, mejor opción para cuando el apéndice se encuentra normal. El apéndice es reubicado a su localización anatómica en la cavidad peritoneal, o bien se puede realizar la apendicectomía.
Contraindicaciones para realizar hernioplastía: perforación del saco herniario o presencia de pus. 
Muchas veces el uso de malla en la reparación de la hernia no se recomienda en casos de apendicitis o apéndice perforada porque aumenta el riesgo de infección de herida y formación de fístula, esto depende del criterio del cirujano.

## Pronóstico
Para definir el pronóstico de esta patología es importante el diagnóstico temprano para evitar posibles complicaciones. Se considera de mal pronóstico la edad avanzada y la irritación peritoneal.

## Complicaciones
- Abscesos secundarios.
- Peritonitis.
- Hematomas.
- Infecciones.
- Graves: fascitis necrotizante.